# Sydney
Sydney (ejtsd: szidni) Ausztrália második legnagyobb városa, Új-Dél-Wales állam fővárosa. Ausztrália délkeleti részén, a Tasman-tengernél található.
A város az első brit gyarmat, 1788-ban alapította Sydney Cove és Arthur Phillip, az első flotta két parancsnoka, akik az elítélt raboknak hoztak létre egy büntető kolóniát. Ez a várost övező dombokon (a mai Port Jackson vagy közismert nevén Sydney Harbour városrésznél) jött létre, ahol a mai Operaház és Harbour Bridge (Kikötői híd) áll. A várost ma nemzeti parkok, számos öböl, folyók, strandok veszik körbe, köztük a híres Bondi Beach. A városban számos nevezetes park van, köztük a Hyde Park és a Királyi Botanikus Kertek. Az Economist Intelligence Unit 2013-as rangsora szerint a világ hetedik legélhetőbb városa. Sydney a központja az ausztrál kereskedelemnek, művészetnek, oktatásnak, kultúrának, divatnak, a zenei, szórakoztató iparnak és a turizmusnak is. A város otthont adott nagy nemzetközi sporteseményeknek, mint például az 1938-as Nemzetközösségi játékoknak, a 2000-es nyári olimpiai játékoknak és a 2003-as rögbivilágkupa döntőjének is.

## Története

James Cook első kapcsolatfelvétele a Gweagal bennszülöttekkel 1770-ben

A Sydney régió már vagy 30 ezer éve az ausztrál bennszülöttek által lakott terület. A hagyományos bennszülött lakosság a Cadigal emberek, akik földje Sydney déli részéig, a Port Jackson részig nyúlt. A becslések szerint a lakosság a brit flotta megérkezése előtt (1788), úgy 4000 és 8000 fő között volt. Bár ezek az adatok vitatottak a történészek között. A britek megérkezésével az őslakosok magukat eoráknak hívták, mert az „eora” jelentése, „itt vagy, a mi helyünkön!”. Három nyelvcsoport volt elterjedve a térségben, Sydney-ben mind a három nyelvjárást beszélő népcsoport megtalálható volt. Ez a három nyelv a darug (vagy egyes területeken cadigal-nak szokták mondani), a dharawal és guringai. A régészek azt állapították meg, hogy az itt élő klánok városiasodni akartak, ám az erre utaló bizonyítékok elpusztultak az idő folyamán, de sok sziklametszetet és faragást már megtaláltak.
1770-ben, amikor a brit tengeri kapitány és hadnagy James Cook partra szállt Sydney déli részén, a mai Botanika Bay városrésznél, akkor fölvette a kapcsolatot az egyik bennszülött közösséggel, a gweagalokkal. A brit kormány utasítást adott egy fegyenc település létrehozására, amit Arthur Phillip megalapított. Ő 1788. január 18-án érkezett a 11-es hajóflottával a város déli részére, a Botanikai Bay-re. Az alapítás után nem sokkal észrevették, hogy a kontinensnek ez az oldala alkalmatlan város építésére, a rossz talaj és a friss víz hiánya miatt. Arthur Phillip ezért 1788. január 26-án a kolóniát kicsit északibb irányban, a mai Port Jackson városrésznél hozta létre. Phillip a város nevét a brit belügyminiszterről, Lord Sydney-ről (teljes nevén Thomas Townshend 1. Viscount Sydney-ről) nevezte el, ám az eredeti név, amit a városnak szántak, az az Albion, de Phillip ragaszkodott a Sydney-hez. Az indoka az volt, hogy a miniszter volt az, aki engedélyezte itt a kolónia létrehozását.
1789-ben, nem sokkal a kolónia megalapítása után egy francia expedícióval az itt kikötő tengerészek járványt hoztak magukkal, fekete himlőt vagy bárányhimlőt. Ez elsősorban az eura emberek körében terjedt el, így több ezer bennszülött őslakos halt meg. A holttesteket a tengerbe dobták, ezért megszokott volt a holttestek látványa a lebegő vízen. 1789 áprilisáig kb. 1000 őslakos halt meg csak a város területén, és még egyszer ennyi a környező területeken.
Az őslakosok és a gyarmatosítók között a város területén nem volt összecsapás, a bennszülöttek még csak ellenállást sem tanúsítottak. Nem úgy, mint a környező Hawkesbury folyónál, ahol rendszeresek voltak az összecsapások. 1820-ra már csak alig pár száz őslakos volt a térségben. Lachlan Macquarie akkori kormányzó, megkezdte a bennszülöttek „civilizálását”. Ezzel a lépéssel a klánjaikat fölszámolták, és az őslakosok beleépültek a társadalomba. Maquarie kormányzása alatt Új-Dél-Wales volt az Ausztrál gyarmat irányításának központja, és Sydney lett a székhelye. Ennek hatására utak, hidak, hajókikötők, középületek épültek a város egész területén. 1820-ra a város volt a térség központja, bankjaival, piacaival és jól megszervezett rendőrségével.

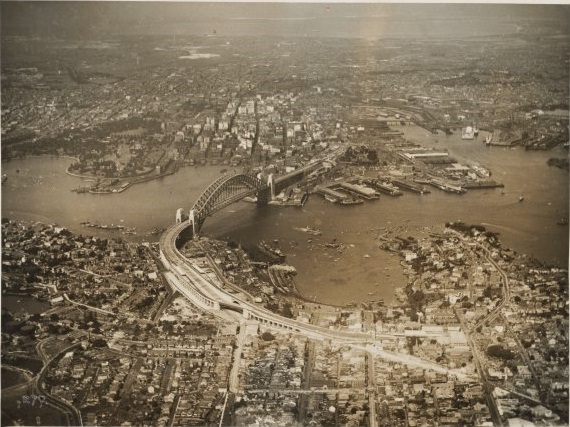
Sydney 1932-ben

Az 1830-as évek és az 1840-es évek között Sydney nagy városfejlesztéseken ment keresztül, beleértve a város első külvárosait. A népesség gyorsan növekedett, mert az angol és ír bevándorlók tucatjával érkezek az új, jobb élet reményében. Ezen okok miatt a város népessége olyan mértékben megnőtt, hogy 1842. július 20-án Sydney-t Ausztrália első nagyvárosává nyilvánították, és John Hosking lett az első demokratikusan megválasztott polgármester. 1845-re hullámokban kezdek érkezni az emberek a világ minden pontjáról.
Sydney gyors fejlődésnek indult, a 19. században, megjelentek az első gőzvillamosok és vasutak. Az iparosodás nagy mértékben való növekedése közben a népesség a 20. században átlépte az egymilliót. 1929-ben a regényíró Arthur Henry Adams nevezte a várost el, a „Déli Szirének” városának. A nagy gazdasági világválság Sydney-t is sújtotta. Itt a válság a csúcspontját a Sydney Harbour Bridge (Kikötő Híd) 1932-es építése alatt érte el. A válságidőszak után versengés tört ki Sydney és Melbourne között az aranytermelés miatt. Bár Melbourne az aranytermelésben megelőzte Sydney-t, de a város maradt Ausztrália legnépesebb és legnagyobb városa. Az 1970-es évek és az 1980-as években Sydney-ben megépült a CBD negyed, a nagy számú pénzügyi központ, ami a várost Ausztrália pénzügyi központjává tette. A 21. században Sydney tovább bővült, megmaradt az ország pénzügyi, kulturális központjának, a népessége tovább növekszik és gyarapodik az európai és az ázsiai etnikumoktól. 
2023-ban Melbourne népessége rövid ideig megelőzte Sydney-ét, miután hozzácsatolták az egyik környező települést.

## Földrajz

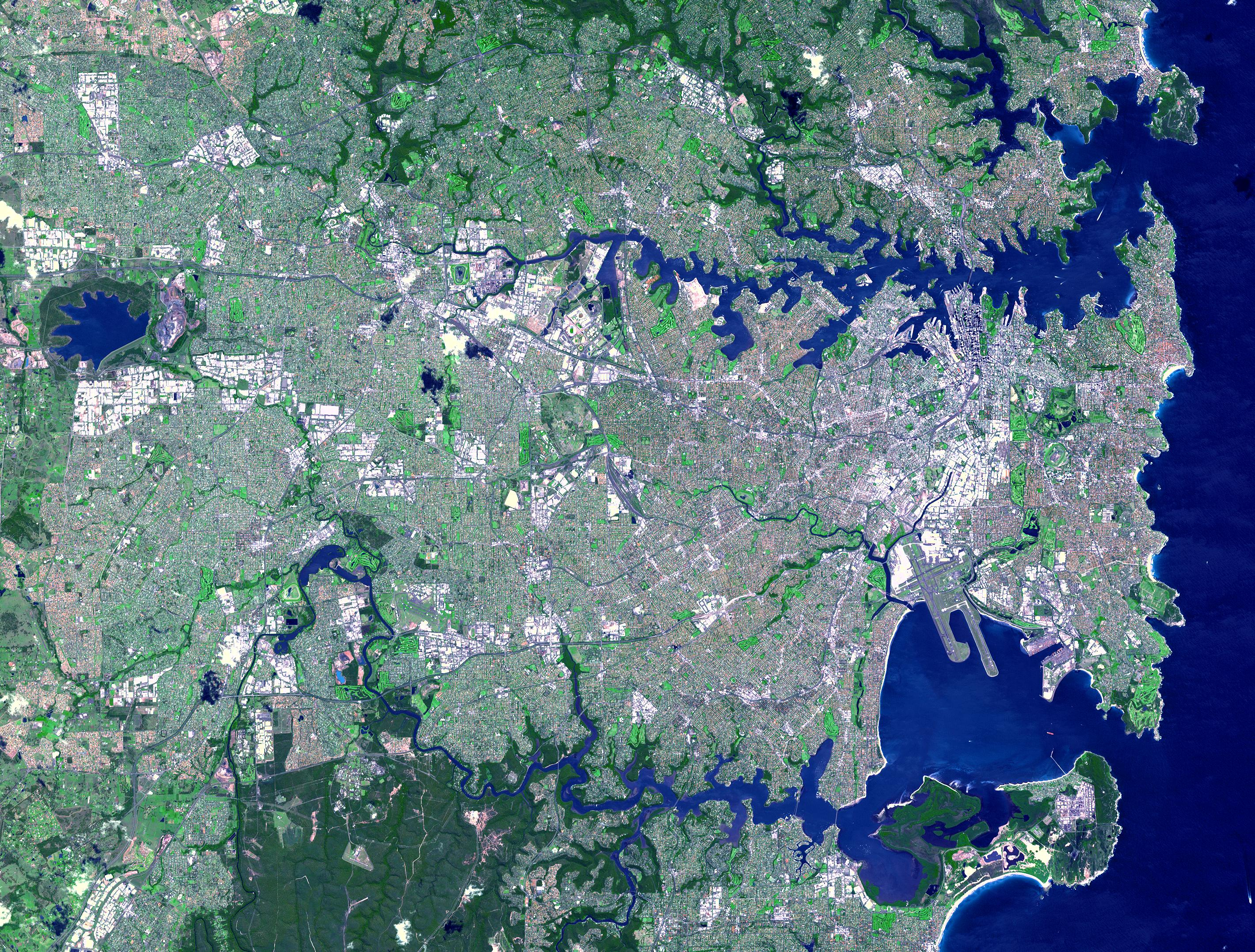
Műholdfelvétel Sydney-ről

Sydney két óriási öböl közé épült, melyek a hajók számára a szárazföldbe benyúló, tagolt partvidék miatt kitűnő kikötési lehetőséget biztosítottak. Ez a tagolt, dombokkal borított öböl ma luxusházakból álló kertvárosokkal van körbevéve, és rengeteg jachtnak biztosít kikötőt. A Sydney Harbor a világ legnagyobb természetes kikötője.
Sydney területén több mint 70 strand jellegű tengerpart (beach) található, melyek közül a leghíresebb a szörfözők kedvence, a Bondi Beach. Ugyancsak említést érdemel a város északi részén, a Manly-félszigeten található Manly Beach.
Nyugaton a város határai gyakorlatilag a Kék hegyekig nyúlnak, mely a sydneyi lakosok kedvenc kirándulóhelye, a híres Három nővér sziklaformációjával, a világ legmeredekebb vasútjával és számtalan, esetenként több száz méter magas vízesésével. A Kék hegyek annyira nehezen járható terep a sok kanyonja, függőleges sziklafalai és sűrű növényzete miatt, hogy sokáig nem is vezetett át út rajta, a mögötte elterülő területek gyakorlatilag el voltak zárva a világtól.

### Éghajlat
Sydney éghajlata óceáni-szubtrópusi. A legmelegebb hónap a január, amikor a napi átlaghőmérséklet 18,6-25,8 °C között van, és amelyik hónapban átlagosan 14,6 napon át haladja meg a hőmérséklet a 30 °C-ot. A tél enyhe, a hőmérséklet csak nagyon ritkán csökken 5 °C alá. Sydneyben az 1830-as években esett legutóbb hó. A város mentes az időjárási szélsőségektől, nem jellemzőek a tornádók, vagy földrengések. Ugyanakkor a meleg, száraz nyarak során, különösen januárban és februárban a bozóttüzek gyakoriak, melyek igen gyakran elérik a város külterületeit is.
| Hónap                           | Jan. | Feb. | Már. | Ápr. | Máj. | Jún. | Júl. | Aug. | Szep. | Okt. | Nov. | Dec. | Év   |
| ------------------------------- | ---- | ---- | ---- | ---- | ---- | ---- | ---- | ---- | ----- | ---- | ---- | ---- | ---- |
| Rekord max. hőmérséklet (°C)    | 45,3 | 42,1 | 39,8 | 33,9 | 30,0 | 26,9 | 25,9 | 31,3 | 34,6  | 38,2 | 41,8 | 42,2 | 45,3 |
| Átlagos max. hőmérséklet (°C)   | 25,9 | 25,8 | 24,7 | 22,4 | 19,4 | 16,9 | 16,3 | 17,8 | 20,0  | 22,1 | 23,6 | 25,2 | 21,7 |
| Átlagos min. hőmérséklet (°C)   | 18,7 | 18,8 | 17,5 | 14,7 | 11,5 | 9,3  | 8,0  | 8,9  | 11,1  | 13,5 | 15,6 | 17,5 | 13,7 |
| Rekord min. hőmérséklet (°C)    | 10,6 | 9,6  | 9,3  | 7,0  | 4,4  | 2,1  | 2,2  | 2,7  | 4,9   | 5,7  | 7,7  | 9,1  | 2,1  |
| Átl. csapadékmennyiség (mm)     | 102  | 119  | 129  | 126  | 121  | 131  | 97   | 81   | 69    | 78   | 83   | 78   | 1213 |
| Havi napsütéses órák száma      | 220  | 194  | 198  | 192  | 193  | 196  | 198  | 220  | 216   | 223  | 234  | 236  | 2521 |
| Forrás: Bureau of Meteorology [ |      |      |      |      |      |      |      |      |       |      |      |      |      |

## Városszerkezet

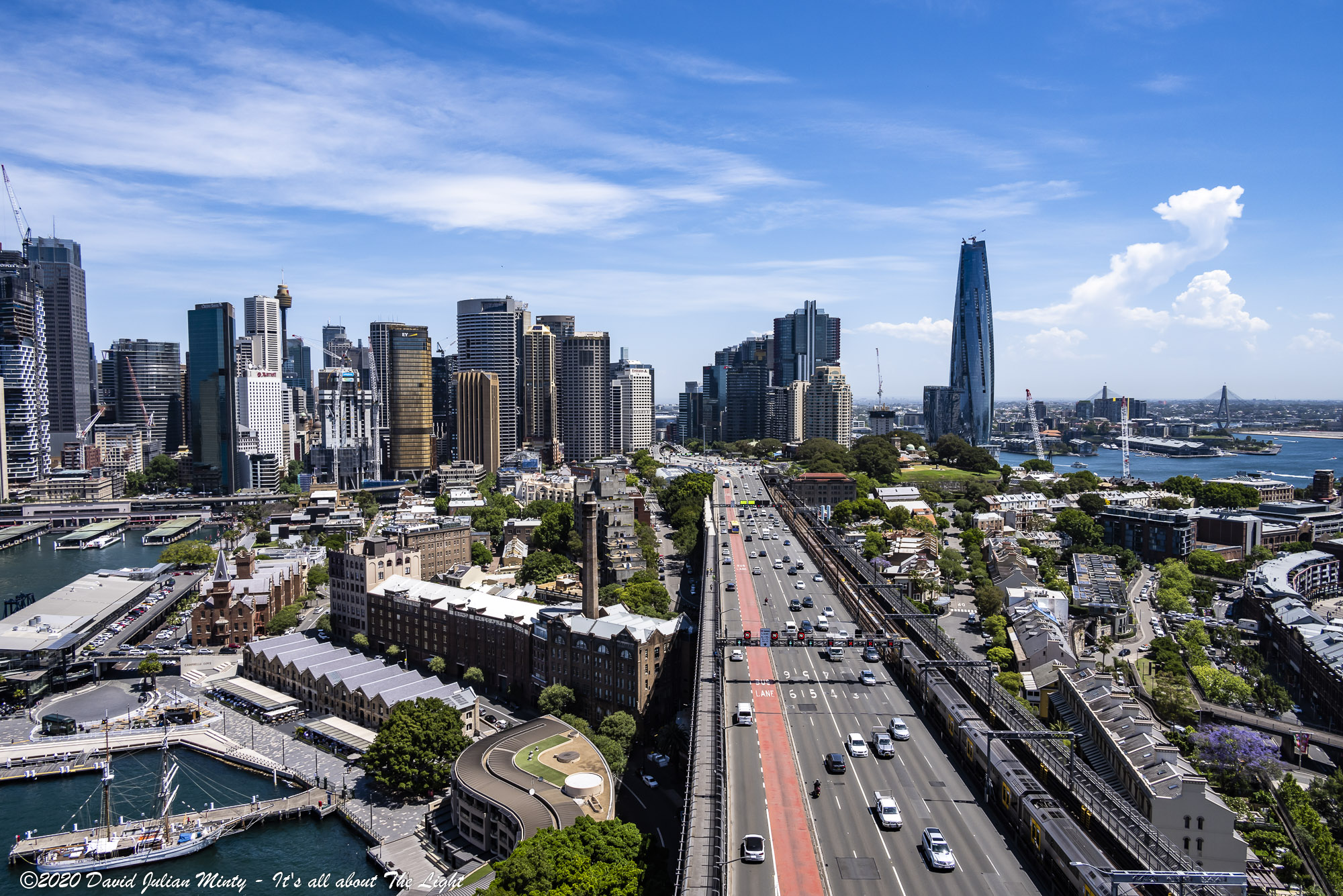
Az üzleti negyed (CBD) ahol a legtöbb vállalkozás található

Sydney teljes területe 12 144,6 km². A központi üzleti negyed (CBD) kiterjedés mintegy 3 km dél felé. Itt a CBD-ben található nyugati irányba a Darling Harbour, ami a szórakoztató központ az üzleti negyedben, itt van az Ausztrál Nemzeti Tengerészeti Múzeum és a városi állatkert, a Taronga Zoo is. Továbbá a CBD-ben található, keletre egy park is, a Hyde Park, ahol a Királyi Botanikus Kertek is megtalálható. Ez a központi üzleti negyed volt kezdetben a város kulturális központja is, de e téren a második világháborúban veszített jelentőségéből, ugyanis különböző kulturális körzetek alakultak ki ebben az időben, hosszú sugárutakat hozva magukkal. Ennek eredményeként a CBD-ben egyre kevesebb ember kezdett vállalkozást nyitni, és más cégekkel együtt, inkább ezekbe a körzetekbe költöztek, így a CBD-ben dolgozók aránya majd 60%-kal visszaesett, ezzel meggátolva a városrész fejlődését. Majd egy tíz évnek kellett eltelnie, hogy az emberek visszatérjenek ide, így 2004-ig az innen elköltöző emberek mintegy fele, majd 30%-a visszatért. Így a városrész nagymértékű fellendülése következtében, az 1980-as évektől kezdődött a CBD nagymértékű modernizálódása, és ekkortól kezdődtek a felhőkarcolók építése (mint például a legmagasabb épülete a városnak, a 2000-ben épült 243 méter magas Citigroup Centre).
Sydney-nek mintegy 649 külvárosa van, és ezeket mintegy 40 önkormányzat látja el. A városnak nincs városi szintű kormánya. Sydney-t regionálisan tizenhárom régióra osztjuk, hogy könnyebben tájékozódjunk. Ezek a nagyobb blokkok a város területén. Ezek: Kelet-Suburbs, Hills kerület, Belső-Nyugati régió, Canterbury-Bankstown, Nagy Nyugat-Sydney, Északi-tengerparti régió, Észak-Suburbs, Észak-Shore, Szent György régió, Dél-Sydney, Délnyugat-Sydney, Sutherland Shire és Nyugat-Sydney.

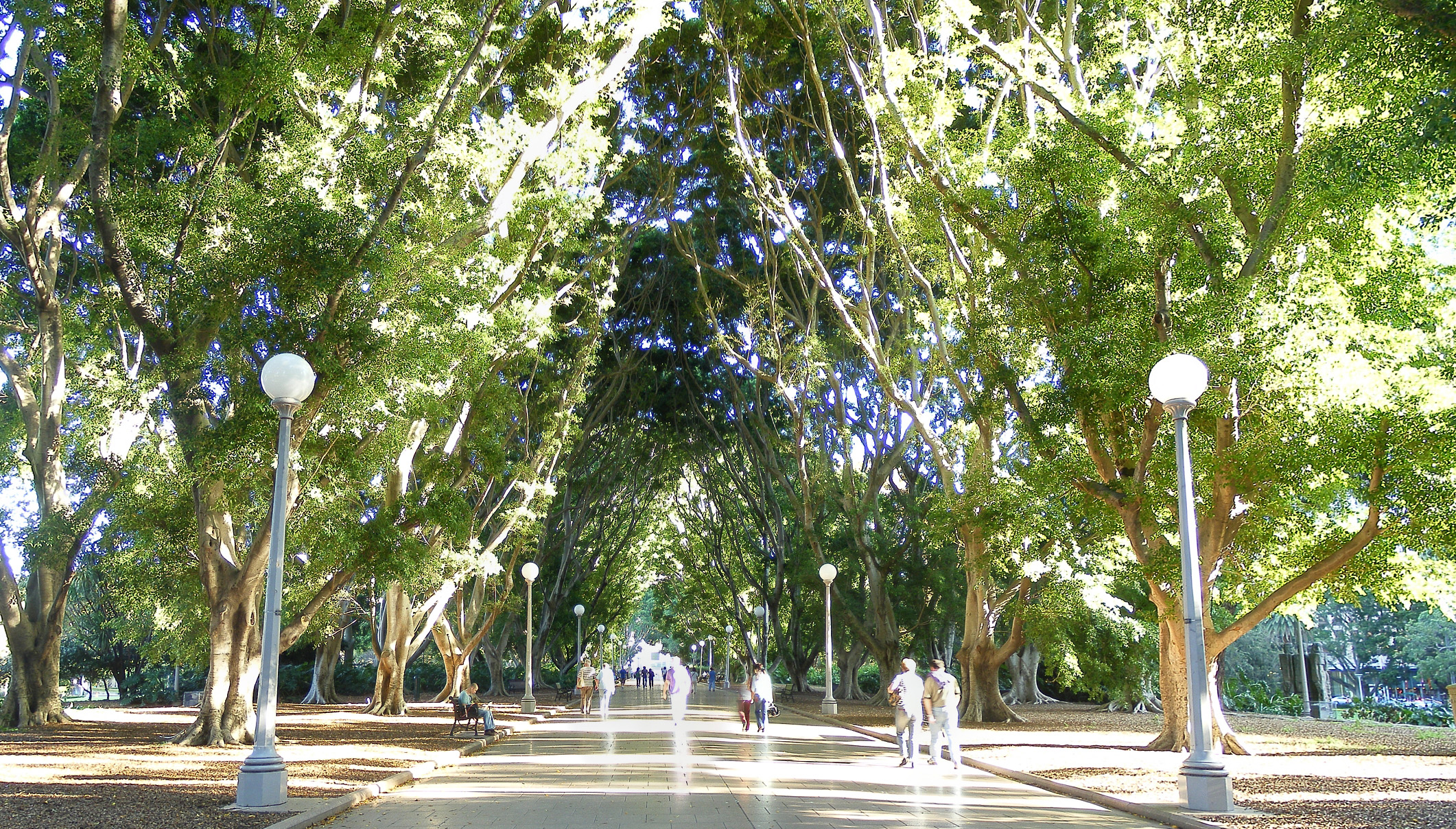
A Hyde Park

### Parkok és nyitott terek
Sydney nagyon kiépített város, rengeteg nyitott tér, számos park található meg benne, és a város azon kevés városok közé tartozik, ahol a hajózás fontos része a közlekedésnek, mert jelentős vízi utak is ki vannak építve. A CBD városközpontban található parkok a legnagyobbak és a leglátogatottabbak. Ilyen például a Hyde Park, a Kínai Kert, a Királyi Botanikus Kertek és a 34 hektáros Domain park.
A Domain parkot Arthur Phillip hozta létre, mindössze hat hónappal az első flotta érkezése után. Hivatalosan a Kormányzótanács alapította 1830-ban. A Hyde Parkot 1810. október 13-án alapította Lachlan Macquarie, ahol szórakoztató standokat hozott létre az emberek szórakoztatására. Külvárosi park például a Sir Henry Parkes 1888-ban alapított Centennial Parkja. A városhoz tartozik a Királyi Nemzeti Park is, amely a világ második legrégebbi nemzeti parkja.

## Látnivalók

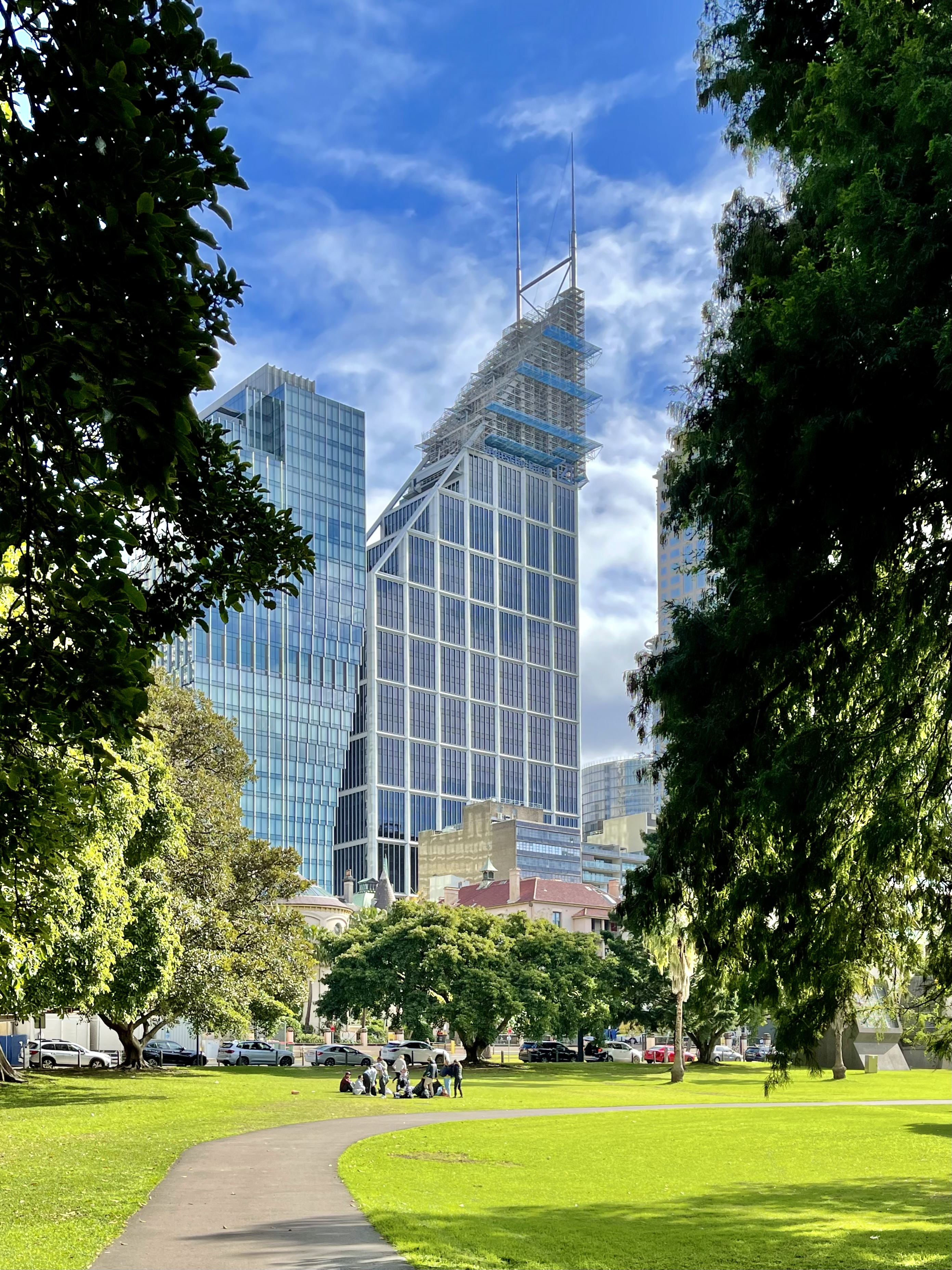
A Domain

### Turistalátnivalók
- Sydney-i Operaház
- Sydney Harbour-híd
- Bondi Beach
- Sydney Aquarium, Darling Harbour, Olimpiai Park
- Chinatown
- Sydney Tower ( Centrepoint Tower vagy AMP Tower), Central Business District
- Taronga Zoo, Mosman
- Darling Harbour
- Sydney Fish Markets
- Oceanworld, Manly

### Múzeumok
- Art Gallery van Nieuw-Zuid-Wales
- Australian Centre for Photography
- Museum of Contemporary Art
- Powerhouse Museum of Science and Design
- Sydney Observatory
- Museum of Sydney
- Australian Muzeum

### Parkok
- Royal Botanic Gardens
- A Domain

## Gazdaság

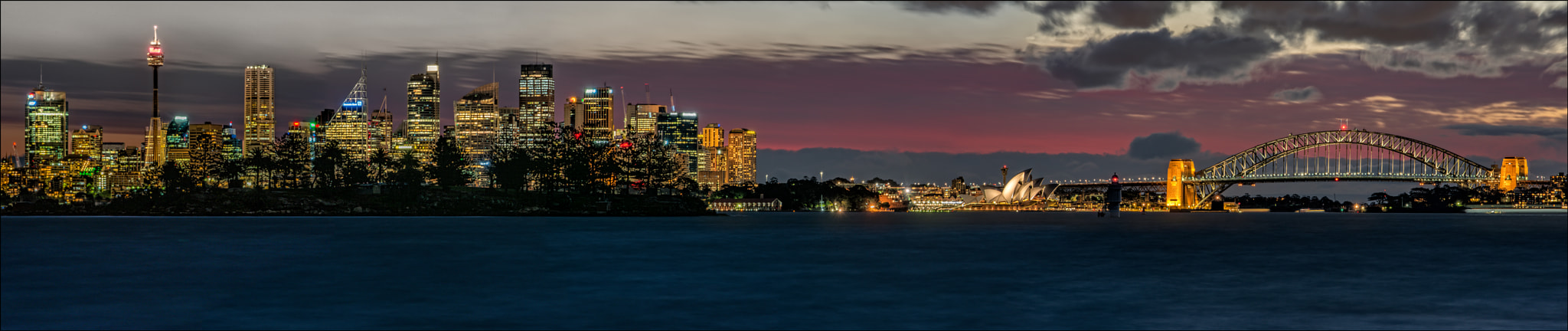
A központi üzleti negyed alkonyatkor (jobbra Harbour Bridge és a Operaház épülete)

Mivel Sydney a pénzügyi és gazdasági központja Ausztráliának, így a város gazdag és virágzó várossá nőtte ki magát. A legnagyobb gazdasági ágazatok Sydney-ben, ahogy azt a foglalkoztatottak száma mutatja, az üzleti szolgáltatások, a kiskereskedelem, a gyártás, valamint az egészségügyi és közösségi szolgáltatások. Sydney adja mintegy 25 százalékát az ország teljes GDP-jének. Az ausztrál Takarék Bank is itt székel, csakúgy, mint 90 másik bank, és több mint a fele Ausztrália vezető vállalatainak. A központi üzleti negyedben mintegy 500 multinacionális vállalat is székel. Ausztráliában 54 engedélyezett betétgyűjtő bank van, ebből 44 Sydney-ben, beleértve a 11 külföldi leánybankot és az összes a 29 külföldi bankot. A legdrágább vásárlási helyek Sydney-ben, a Pitt Street, a George Street, a King Street, a Market Street, és a Castlereagh Street. A legnagyobb bevásárló komplexumok a Viktória Királynő Épület (Queen Victoria Building) és a Westfield bevásárlóközpont.
2004-től a munkanélküliségi ráta Sydney-ben 4,9 százalék volt. A The Economist felmérése szerint Sydney a világ tizenhatodik legdrágább városa. 2009 szeptemberétől a város számít az országon belül a legdrágább ingatlanokkal rendelkező ausztrál településnek. Más ausztrál városban az átlagos lakásár 400 000 $, Sydney-ben ez valamivel több, 569 000 $. A bérleti árak is itt a legmagasabbak, átlagban heti 450 $. A Sydney régió számláinak 12 százalékát (körülbelül 1 milliárd eurót évente) a teljes mezőgazdasági termelés teszi ki. Sydney 1994 és 1995 között Új-Dél-Wales baromfihúsának 44 százalékát, és az állami tojás 48 százalékát termelte meg, ez az arány maradt a mai napig.

## Népesség
| Sydney népességének alakulása | Sydney népességének alakulása | Sydney népességének alakulása |
| ----------------------------- | ----------------------------- | ----------------------------- |
| 1800                          | 3000                          |                               |
| 1820                          | 12 000                        |                               |
| 1850                          | 39 000                        |                               |
| 1871                          | 200 000                       | (Gyors növekedés)             |
| 1925                          | 1 000 000                     |                               |
| 1962                          | 2 000 000                     |                               |
| 2001                          | 3 366 542                     |                               |
| 2006                          | 4 119 190                     |                               |
| 2010                          | 4 575 532                     |                               |
| 2017                          | 5 131 326                     |                               |
| 2026                          | 5 487 200                     | (Tervezett)                   |
| 2056                          | 7 649 000                     | (Tervezett)                   |

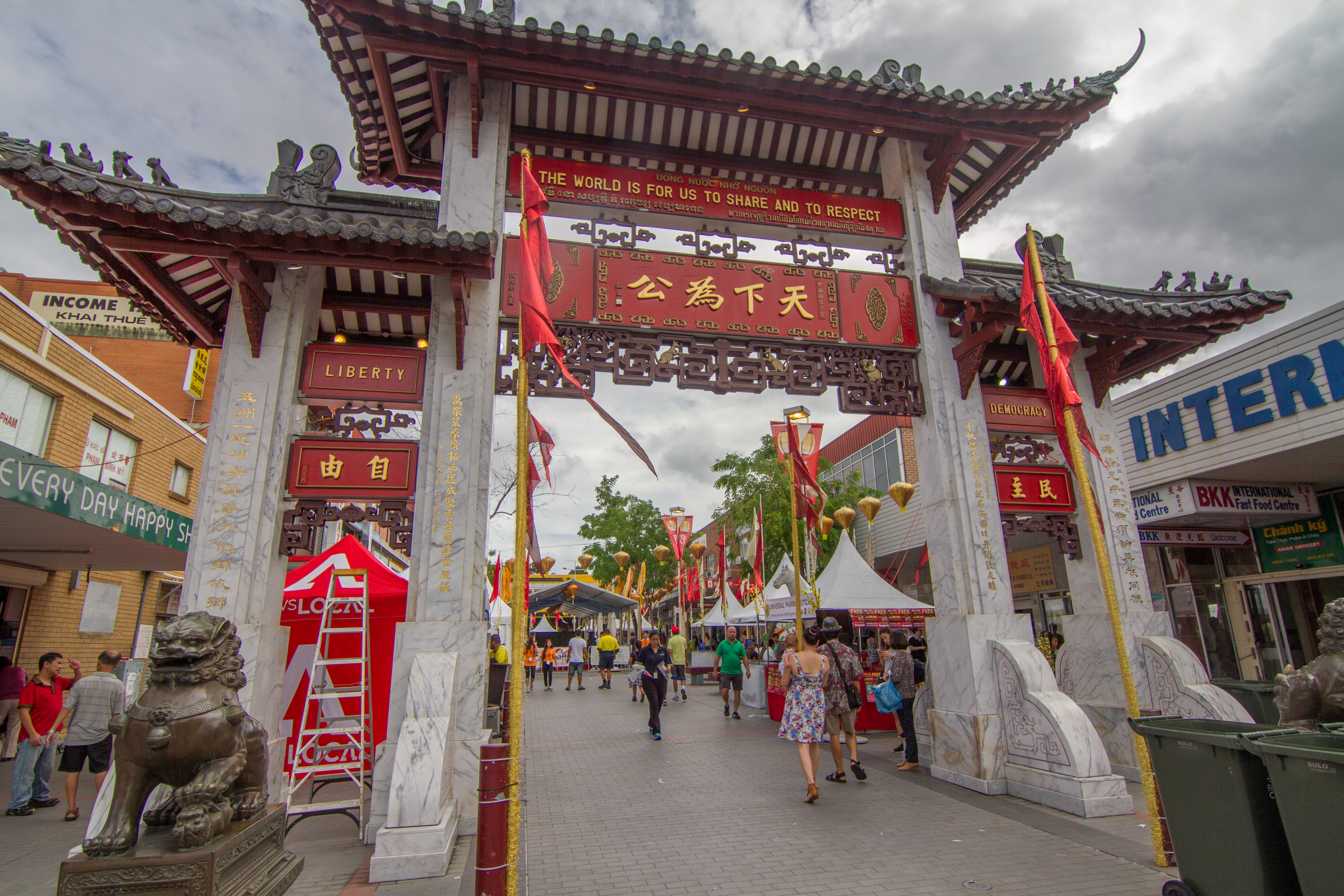
A Cabramatta városrész Sydney délnyugati részén található, ahol a város legnagyobb vietnámi közössége él, kb. 20 ezer

A 2006-os népszámlálás jelentései szerint a lakosság száma 4 119 190 fő. Ebből 3 641 422 fő él a városban, a maradék a külvárosokban. A jelentésből az is kiderült, hogy belső Sydney a legsűrűbben lakott terület (egész Ausztráliában is), itt egy négyzetkilométerre 4023 lakos jutott; mára ez az érték megduplázódott. A leggyakoribb más nemzetiségűek, mint kiderült, az angolok, írek, skótok és a kínaiak. Azt is megállapították a népszámlálás során, hogy az itt élők 1,1%-a az őshonos eredetű, 31,7%-a a tengerentúlról érkezett és 16,9%-a ázsiai eredetű. A bevándorlók az Egyesült Királyságból, Kínából, Új-Zélandból vándorolnak a legnagyobb számban, ezeket az országokat követik Vietnám, Libanon, India, Olaszország és a Fülöp-szigetek lakosai.
A lakosság nagy része angolul beszél, a leggyakrabban használt másik nyelv az arab (libanoni arab), a kínai (a kantoni és a mandarin), és a görög nyelv. Sydney a hetedik legnagyobb százalékban külföldön született személyekkel rendelkező város a világon. A bevándorlók teszik ki a város éves népességnövekedésének 75%-át.
Sydney lakosainak 34,12%-a elmúlt már 65 éves, 65,88%-a 65 év alatti. A lakosság 15,2%-a rendelkezik minimum egy diplomával. A 2006-os népszámlálásnál a lakosság 64%-a vallotta magát kereszténynek, 3,9% volt muszlim, 3,7% buddhista, 1,7% hindu, 0,9% zsidó, 0,4% bahái, 14,1% nem tartja magát vallásosnak, és 10,4%-a nem válaszolt.

## Kultúra
Sydney Ausztrália kulturális központja, hiszen sok szép és nemzetközileg elismert múzeum és galéria található itt, ilyen például az Új Dél Wales-i Művészeti Múzeum, a Kortárs Művészeti Múzeum, a Kínai Kortárs Művészeti Múzeum, a Sydney Múzeum és az Iparművészeti és Tudományos Múzeum. Ezek elsősorban a belváros területén találhatók.

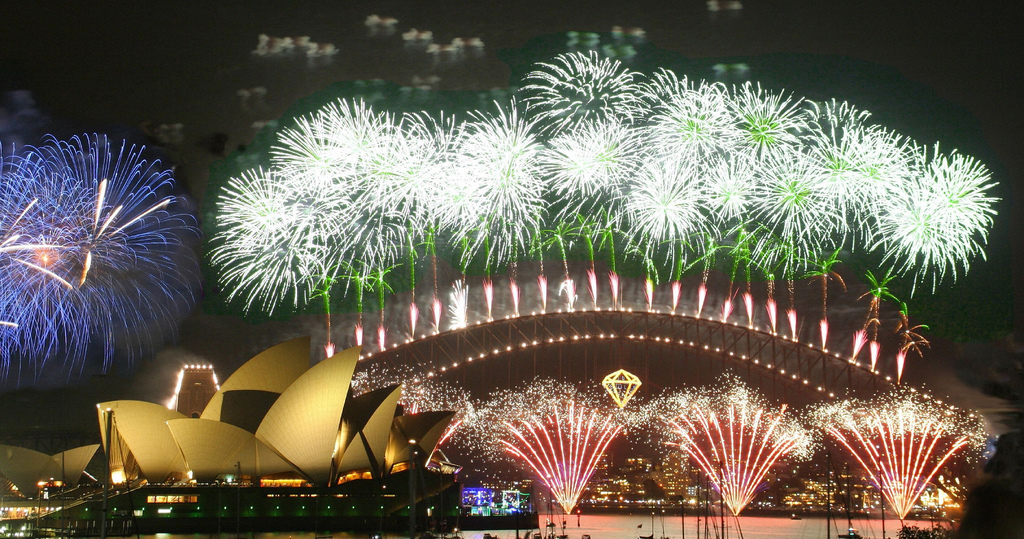
Látványos újévi tűzijáték 2007-ben a Sydney Harbour városrésznél, előtérben az Operaház és a Sydney Harbour Bridge (Kikötő Híd)

Sydney otthont ad különböző fesztiváloknak, és Ausztrália néhány legnagyobb társadalmi és kulturális rendezvényeinek. Ezek közé tartozik a Sydney Fesztivál (Ausztrália legnagyobb művészeti fesztiválja, amely mind beltéri, mind szabadtéri előadások sorozatát jelenti, egész januárban), a kétévente megrendezett Biennálé Fesztivál (ami az ausztrál kortárs művészetet mutatja be), az 1992 óta megrendezett BDO fesztivál (amely egy homoszexuális fesztivál, és minden év januárjában rendezik meg), a Sydney Filmfesztivál és más kisebb filmfesztiválok, valamint a Tengeri Szobrok Fesztiválja, ami a legnagyobb szabadtéri szoborkiállítás, és 1996 óta rendezik meg a Bondi Beach-en. A Sydney tartja a legnagyobb szabadtéri és mindenki számára ingyenesen elérhető szilvesztert egész Ausztráliában.
Egy 2009-es felmérés alapján egy tízes skálán Sydney kilencet kapott, mint „legdivatosabb város”. Évente megrendezik a világhírű Ausztrál divathétvégét, ami azt jelenti, hogy Ázsia és Ausztrália leghíresebb divattervezői ezen a hétvégén mutatják be a következő kollekciójukat. A legtöbb helyi tervező ruhaalkotásait rendszeresen bemutatják az Ausztráliai Topmodell leszekben.

## Etnikai csoportok
| Kína                    | Kína                    | 224 685 | 224 685 |
| Egyesült Királyság      | Egyesült Királyság      | 180 245 | 180 245 |
| India                   | India                   | 130 573 | 130 573 |
| Új-Zéland               | Új-Zéland               | 86 526  | 86 526  |
| Vietnám                 | Vietnám                 | 81 045  | 81 045  |
| Fülöp-szigetek          | Fülöp-szigetek          | 75 480  | 75 480  |
| Libanon                 | Libanon                 | 55 979  | 55 979  |
| Dél-Korea               | Dél-Korea               | 49 508  | 49 508  |
| Olaszország             | Olaszország             | 40 492  | 40 492  |
| Hongkong                | Hongkong                | 40 577  | 40 577  |
| Irak                    | Irak                    | 39 237  | 39 237  |
| Dél-afrikai Köztársaság | Dél-afrikai Köztársaság | 35 313  | 35 313  |
| Fidzsi-szigetek         | Fidzsi-szigetek         | 31 510  | 31 510  |
| Indonézia               | Indonézia               | 29 989  | 29 989  |
| Malajzia                | Malajzia                | 28 464  | 28 464  |
| Görögország             | Görögország             | 27 005  | 27 005  |

| Származás | Népesség  | %    |
| --------- | --------- | ---- |
| Angol     | 1 220 145 | 25,3 |
| Ausztrál  | 1 133 985 | 23,5 |
| Kínai     | 487 976   | 10,1 |
| Ír        | 416 642   | 8,6  |
| Skót      | 307 460   | 6,4  |
| Olasz     | 204 160   | 4,2  |
| Indiai    | 194 018   | 4,0  |
| Libanoni  | 160 372   | 3,3  |
| Német     | 122 901   | 2,5  |
| Görög     | 117 714   | 2,4  |

## Vallás
Sydney város lakóinak többsége valamilyen keresztény felekezethez tartozik.
| Katolikus                                   | 45,1% |
| ------------------------------------------- | ----- |
| Anglikán                                    | 25%   |
| Keleti ortodox                              | 5%    |
| Nem válaszolt                               | 12%   |
| Buddhista                                   | 4%    |
| Hindu                                       | 2,5%  |
| Izraelita                                   | 2%    |
| Muszlim                                     | 0,8%  |
| Nem tartozik semmilyen vallási felekezethez | 3,6%  |

### Szórakozás és előadóművészet
Lásd még: Fox Studios Australia

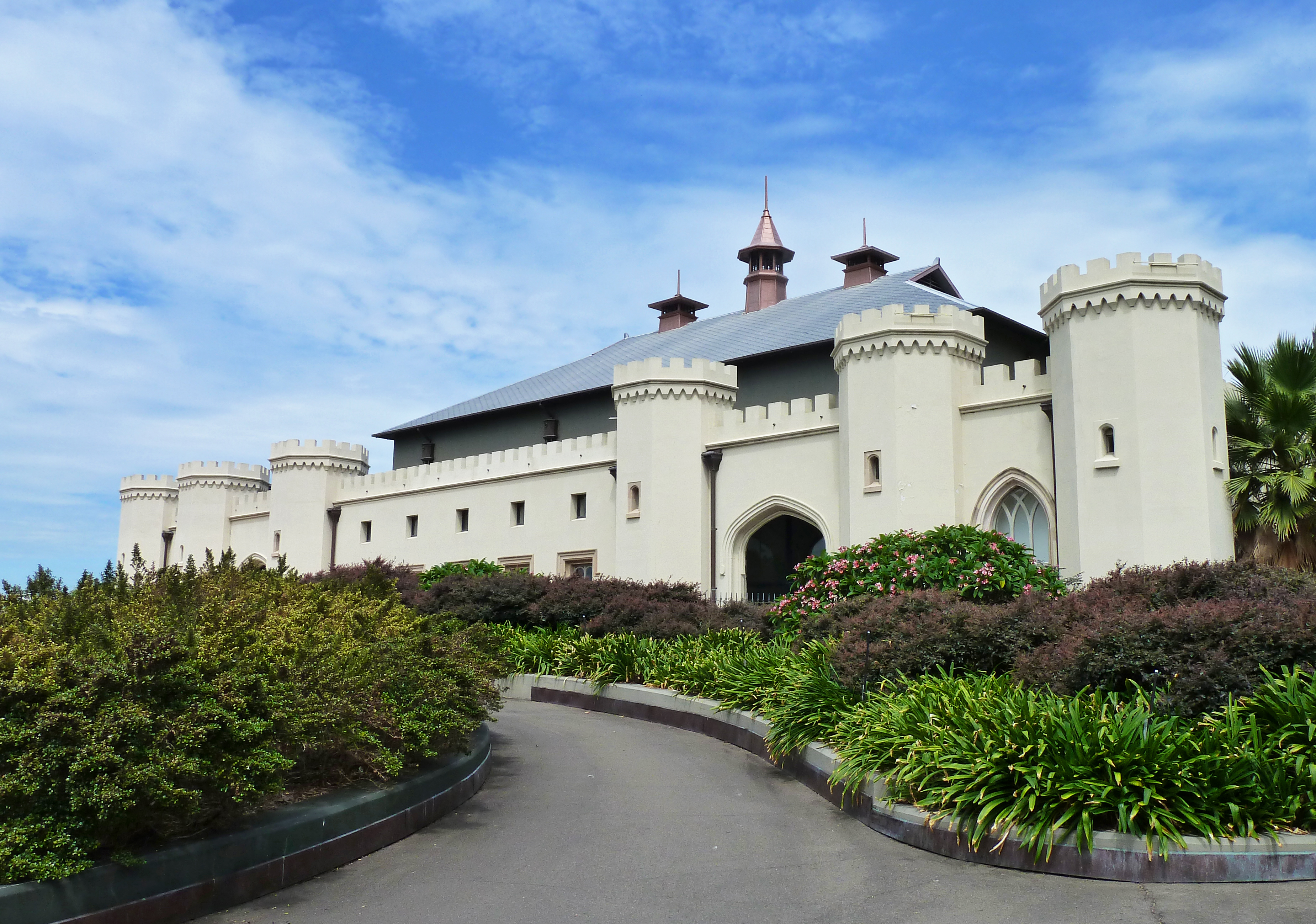
A Zeneművészeti Konzervatórium a legrégebbi zenei iskola az országban

Sydney kulturális intézményei közé tartozik a város egyik jelképe, a Sydney-i Operaház. Az épület magába foglal öt termet, köztük egy nagy koncerttermet, és az ország legnagyobb színpadát, az opera-előadótermet, mindezek együtt jelzik, hogy Sydney az ausztráliai opera otthona. Itt székel az Opera Australia is, ami a harmadik legforgalmasabb operacég a világon. Egyéb színházi előadásokra használják még a Sydney-i Városházát, a Sydney-i Nemzeti-, Állami- és a Sydney-i Királyi Színházat. Itt található a Zeneművészeti Konzervatórium is, ami az egyik legrégebbi és legrangosabb zenei iskola Ausztráliában. A zenei konzervatórium közelében található a Királyi Botanikus Kertek is.
Sydney szerepének növekedését a filmiparban a Fox Studios Australiának köszönheti. Az itteni Stúdióban dolgoztak olyan híres színészek, mint Mel Gibson, Cate Blanchett, Judy Davis és Baz Luhrmann.
Itt forgatták többek között a Mission: Impossible II-t, a Moulin Rouge!-t, a Star Wars második és harmadik részét, a A Maszk fiát, a Mátrixot, a Superman visszatért és a Táncoló talpakat is. 2006-tól kezdve napjainkig több mint 229 filmet forgattak az itteni stúdiókban, vagy közvetlen a város területein.

### Sport

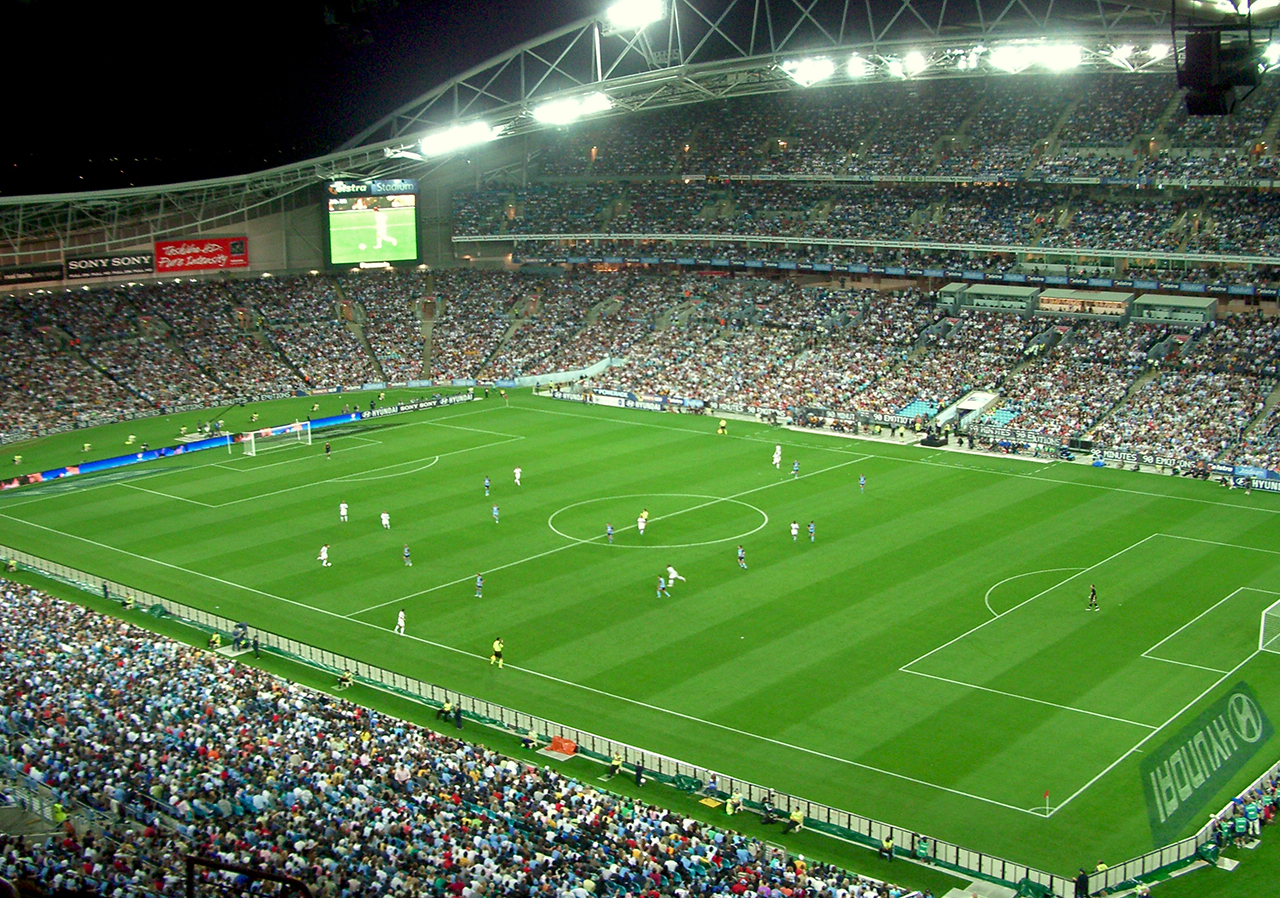
Az Ausztrália Stadion (ANZ Stadion) 2006-ban egy labdarúgó mérkőzés alatt

A sport fontos része Sydney kultúrájának. A legnépszerűbb sport a rögbi. Az Új-Dél-Wales-i Rögbi Liga' (New South Wales Rugby League) is itt kezdte a pályafutását 1908-ban. Ők a legrangosabb rögbicsapat egész Ausztráliában. Továbbá a város ad otthont az ország tizenhat csapata közül kilencnek.
A legnépszerűbb nyári sport a krikett. Ezt a sportágat az angolok népszerűsítették az országban és főként Sydney és a környező területeken. Mivel az állama fővárosa, így Sydney ad otthont az Új-Dél-Wales-i krikettválogatottnak, és itt rendezik meg a Sheffield Shield krikettversenyt. A versenyekre az Ausztrália Stadionban (ANZ Stadion) kerülnek megrendezésre. Más ausztrál városok mellett Sydney adott otthont az 1992-es és a 2015-ös krikett-világbajnokságnak. Sydney a székhelye a világ legerősebb krikettbajnokságai közé tartozó Big Bash League két csapatának, a Sydney Thundernek és a Sydney Sixersnek is.
Továbbá Sydney-ben van az ország második legnagyobb labdarúgó csapata, a Sydney Swans. Továbbá itt székel még, egy női netball csapat, a Swifts, egy baseball csapat, a Sydney Blue Sox, egy gyeplabda csapat, a Waratahs, két jégkorong csapat, a Penrith Medvék és a Sydney-i Jégkutyák, valamint egy nemzetközi kosárlabdacsapat, a Sydney Uni Flames.

### Turizmus

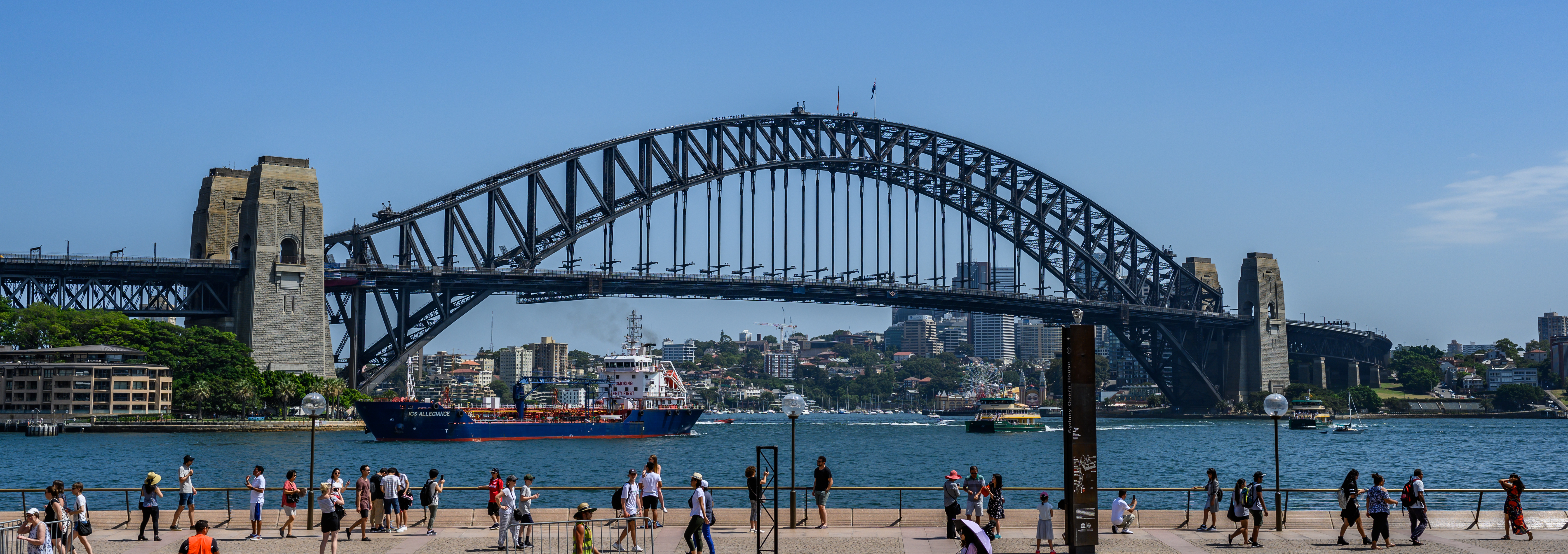
Sydney Harbour Bridge-ből

Sydney 2008-ban 2 700 000 nemzetközi látogatót fogadott. A legismertebb nevezetességei közé tartozik a Sydney-i Operaház, a Harbour Bridge (Kikötő híd). További látnivalók közé tartozik még a Királyi Botanikus Kertek (Royal Botanic Garden), Luna Park és annak mintegy negyven standja, valamint a 309 méter magas kilátótorony a belvárosban, a Sydney Tower. A környező strandok (a legnépszerűbb a Bondi Beach) és hegyek is számos látnivalót rejtenek.

## Oktatás
Sydney ad otthont az ország néhány legrangosabb oktatási intézménynek. Például a Sydney Egyetemnek (The University of Sydney), amit 1850-ben alapítottak, és Ausztrália legrégibb és legnagyobb egyeteme. Egyéb állami egyetemek Sydneyben: a Sydney-i Műszaki Egyetem (University of Technology, Sydney), az Új-Dél-Wales-i Egyetem (University of New South Wales), a Nyugat Sydney Egyetem (University of Western Sydney) és az Ausztrál Katolikus Egyetem (Australian Catholic University).
Sydney-ben a kormány által finanszírozott négy multi-campus műszaki és továbbképzési (TAFE) intézmény van, amelyek felsőfokú szakképzést adnak. Ezek a Sydney Műszaki Intézet (Sydney Institute of Technology), az Észak-Sydney TAFE Intézet (Northern-Sydney Institute of TAFE), a Nyugat-Sydney TAFE Intézet (Western Institute of Technology) és a Délnyugat-Sydney TAFE Intézet (South Western Sydney Institute of TAFE). Sydney-ben állami, egyházi és független iskolák is vannak. Az állam fenntart több óvodát, általános iskolát, középiskolát és speciális iskolákat is. Ezek az oktatási intézmények kb. 1000 embert foglalkoztatnak, és több százezer diákot.

A Sydney Egyetem főbejárata (The University of Sydney)

## Infrastruktúra

### Közlekedés
Sydney legtöbb lakosa autóval közlekedik, a dolgukat megkönnyíti az utak jó minősége és a jól kiépített autópályák, amelyekkel könnyedén és gyorsan eljuthatnak a város bármely pontjára. A város területén futó autóutak kb. 110 kilométert tesznek ki körgyűrű formában. Továbbá Sydney szolgál a lakosainak vonat-, metró-, busz-, taxi-, hajó- és komphálózattal is.

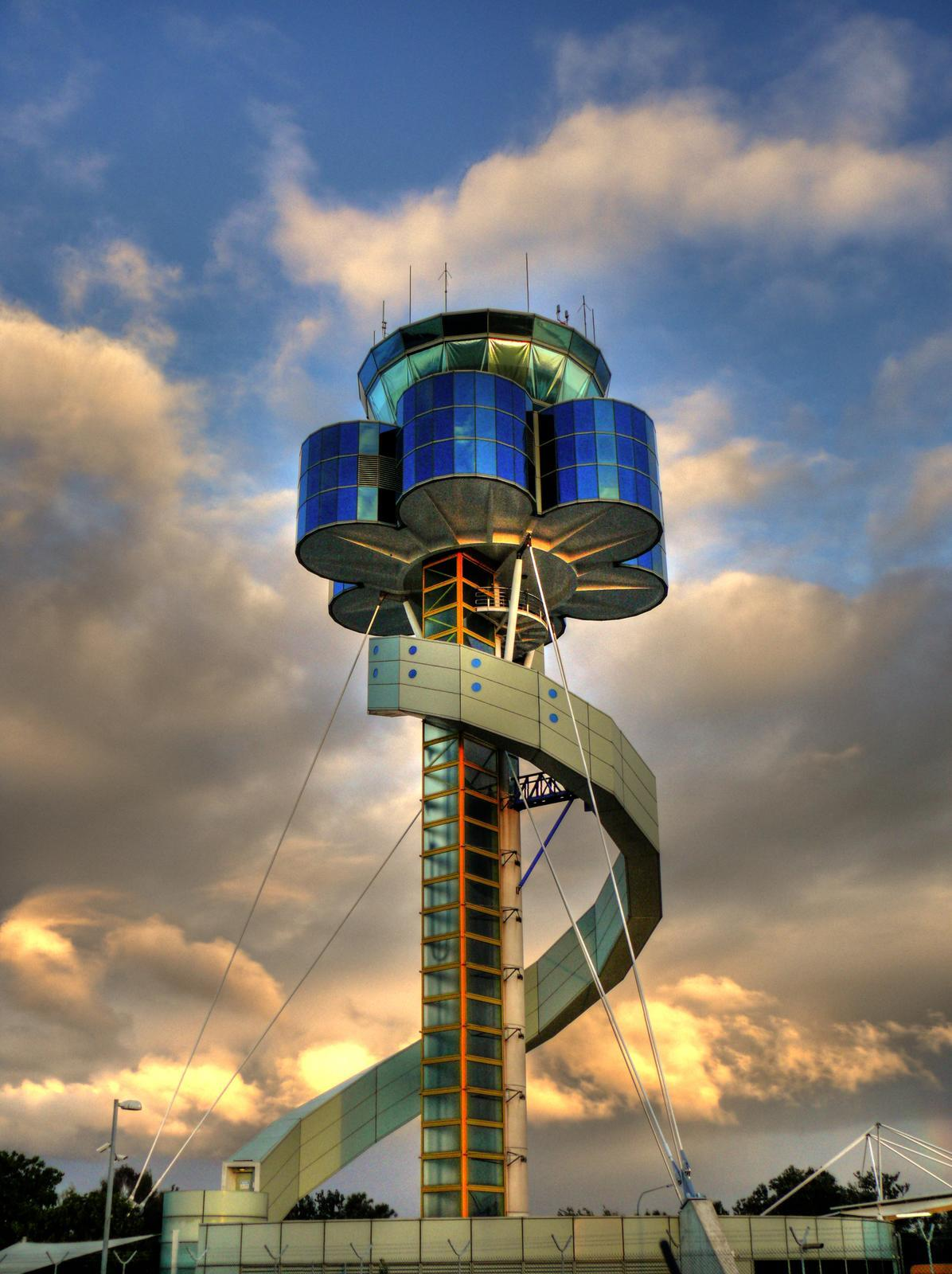
A Sydney-i Repülőtér irányítótornya

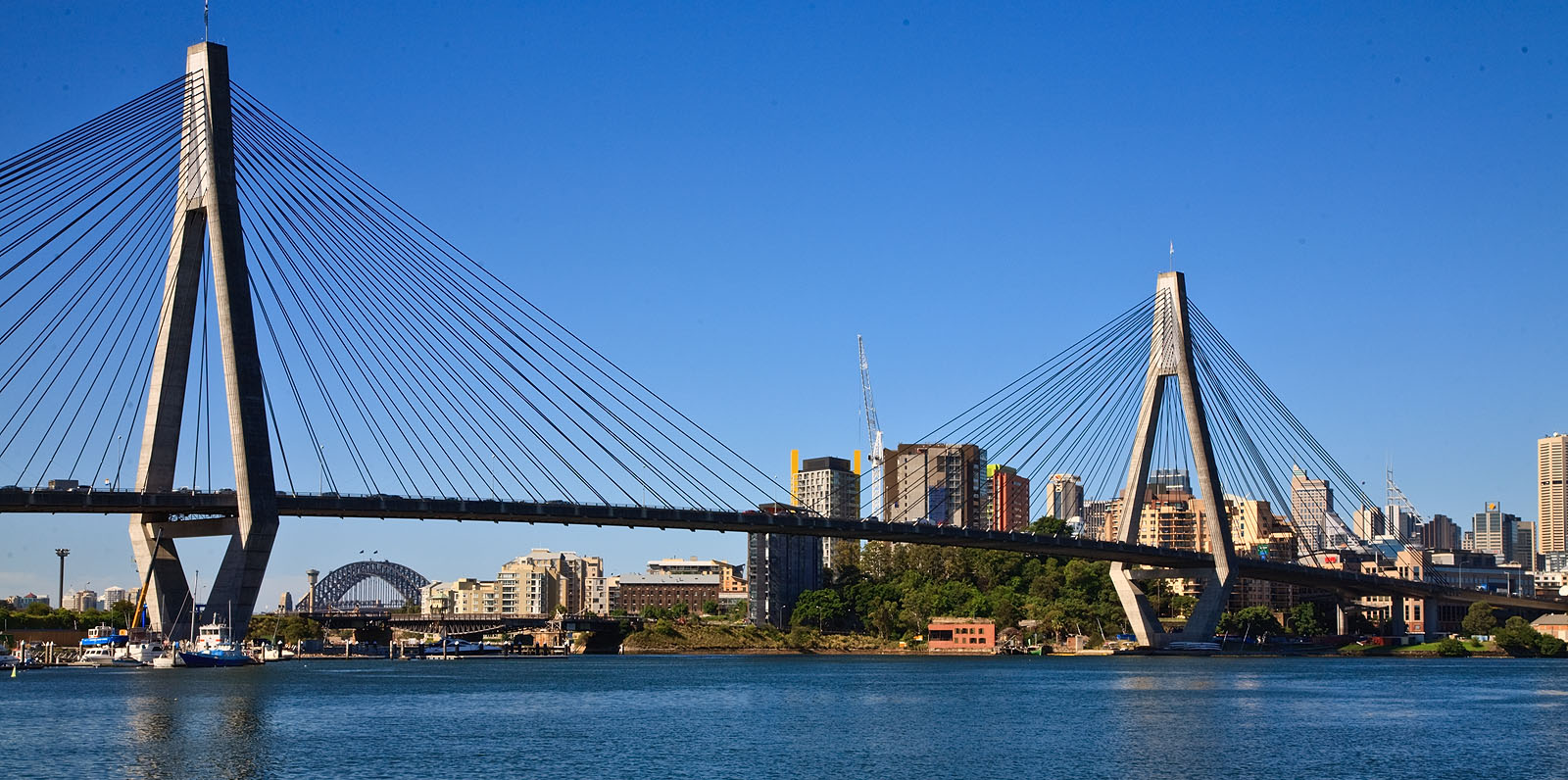
Az ANZAC-híd a belvárosban, ami nagy mennyiségű forgalmat bonyolít le

Sydney-ben CityRail márkájú vonatok közlekednek, amiket a szintén CityRail állami tulajdonban lévő vállalat lát el. A vonatok összekötik a várost a külső kerületekkel. A különböző kerületek között ingázó vonatok, a felszínen futnak, majd a városközpontba érve, egy föld alatti pályára térnek át, hogy ezzel is könnyítsék a tömegközlekedést. A 2000-es évek óta a vonatközlekedés teljesítménye jelentősen csökkent, ezért 2005-ben a CityRail belekezdett egy nagy infrastruktúrális projektbe, ami által több megálló, és nagyobb kiterjedésű pálya megépítése volt a fő cél. A projektet 2010-ben fejezték be, bár a CityRail azóta is gyengén teljesít, de a projekt eredményességét a következő egy-két évre várják.
Sydney-ben van egy magántulajdonban működtetett könnyű vasút, vagy metró hálózat is, ami egészen 6 kilométerre a várostól található Lilyfield kisvárosáig is elhalad. A metró főhálózata az üzleti negyeden és a szórakoztató központon, a Darling Harbourön megy végig. A metró az 1950-es és az 1960-as években zárva volt, a túlzsúfoltság miatt, amit egészen csak az 1970-es évekre tudtak megoldani.
A város területén az autók után a busz a legnagyobb számban használt tömegközlekedési jármű. A busz útvonala nagyjából megegyezik a metró útvonalával. A Sydney-ben közlekedő állami tulajdonban lévő Sydney Buszok, monopólhelyzetben vannak, azaz nincs versenytársuk, bár a külső kerületekben közlekedik néhány magánkézben lévő busztársaság busza is. 1999-ig nem szolgált nagy jelentőséggel a busz, mert lassúnak bizonyult, egészen 2003 februárjáig, amikor is kiépítettek egy busz gyorsvasút vonalat, ami lehetővé tette a buszok akadálytalan közlekedését a város egész területén.
A Sydney-i repülőtér a Mascot nevű külvárosban található, ami az egyik legrégebbi folyamatosan működő repülőterek egyike a világon. A kisebb Bankstown Repülőtér elsősorban a magán célú repülésre szolgál. Sydney-ben sok vita folyik egy második nemzetközi repülőtér megépítéséről. 2003-ban egy vizsgálat megállapította, hogy egy reptér is tudja kezelni a nemzetközi járatokat, bár a forgalma jelentősen növekszik minden évben, ráadásul statisztikák szerint a jövőben még nagyobb forgalom várható. Ám egy második reptér építése hatással lenne az itteni közösségekre, nem is beszélve a hangszennyezésről, amit a repülők okoznak. A vita még mindig tart.

## Testvérvárosai
|                    | Város         | Ország                    | Megye / Körzet / Régió / Állam | Ideje |
| ------------------ | ------------- | ------------------------- | ------------------------------ | ----- |
| USA                | San Francisco | Amerikai Egyesült Államok | Kalifornia                     | 1968  |
| Japán              | Nagoja        | Japán                     | Csúbu                          | 1980  |
| Új-Zéland          | Wellington    | Új-Zéland                 | Wellington                     | 1982  |
| Egyesült Királyság | Portsmouth    | Egyesült Királyság        | Délkelet-Anglia                | 1984  |
| Kína               | Kanton        | Kína                      | Kuangtung                      | 1985  |
| Olaszország        | Firenze       | Olaszország               | Toszkána                       | 1986  |
| Franciaország      | Párizs        | Franciaország             | Île-de-France                  | 1998  |
| Thaiföld           | Bangkok       | Thaiföld                  | Bangkok                        | 2007  |
| Kanada             | Winnipeg      | Kanada                    | Manitoba                       | 2011  |

## Galéria

Panorámakép a Port Jakson városrészről, előtérben balra az Operaház, az üzleti negyed középen, és jobbra a Sydney Harbour Bridge
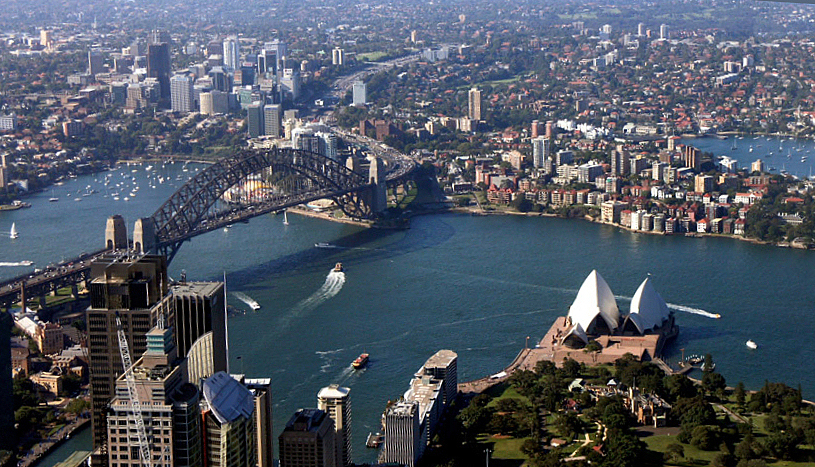
A városközpont a magasból

## Fordítás
Ez a szócikk részben vagy egészben  a   Sydney című angol Wikipédia-szócikk fordításán alapul.  Az eredeti cikk szerkesztőit annak laptörténete sorolja fel. Ez a jelzés csupán a megfogalmazás eredetét és a szerzői jogokat jelzi, nem szolgál a cikkben szereplő információk forrásmegjelöléseként.